# 大西洋斑海豚
花斑原海豚（学名：Stenella frontalis）也称花斑原海豚、大西洋斑点海豚、大西洋点斑原海豚，一种分布于大西洋温带和热带海域的海豚，隶属于海豚科原海豚属（细吻海豚属）。

## 形态特征
花斑原海豚体长1.8～1.9米，喙短。身体背面呈黑色，腹面为白色，体侧灰色，前半部略带绛紫色，后半部带有蓝色，全身有许多小而不规则的灰色和黑色斑点。